# ورزشگاه هنر یک ریمن (کراکوف)
ورزشگاه هنریک ریمن یک استادیوم مخصوص فوتبال در کراکوف، لهستان است در حال حاضر به عنوان زمین خانگی توسط تیم فوتبال ویسلا کراکوف که در مسابقات I لیگا بازی می‌کند استفاده می‌شود. ورزشگاه گنجایش ۳۳٬۳۲۶ تماشاگر را دارد که همگی نشسته‌اند و کاملاً مسقف است. ورزشگاه ویسلا دومین ورزشگاه بزرگ در لیگ I است. استادیوم در ابتدا در سال ۱۹۵۳ ساخته شد. از سال ۲۰۰۳ تا ۲۰۱۱، استادیوم به‌طور کامل بازسازی شد و چهار جایگاه جدید و یک پاویون رسانه ای در حال ساخت بود. بازسازی سرانجام در اکتبر ۲۰۱۱ به پایان رسید.